# Janet Lynn
Janet Lynn (nacida el 6 de abril de 1953 en Chicago, Illinois) es una patinadora estadounidense. Fue cinco veces campeona nacional de patinaje artístico sobre hielo, medallista en los Campeonatos Mundiales de 1972 y 1973 y ganó la medalla de bronce en los Juegos Olímpicos de Invierno de 1972. Fue una de las primeras mujeres que logró realizar saltos triples y se la considera una de las mejores patinadoras de todos los tiempos.  A pesar de su habilidad para los saltos, piruetas y su musicalidad, no logró ganar nunca un título mundial u olímpico; esto influyó en la decisión de la Unión Internacional del Patinaje de cambiar el formato en las competiciones de patinaje para aumentar el peso de los aspectos atléticos y artísticos deporte en la clasificación final.

## Infancia
Janet Nowicki comenzó a patinar muy joven. Cuando contaba seis años, sus padres la llevaban dos veces a la semana a Rockton (Illinois), a 150 km de su hogar, para que pudiera patinar. A los siete años, vivió durante unos meses con una familia que vivía cerca de la pista de patinaje y más tarde su familia entera se mudó a Rockton. Su entrenadora, Slavka Kohout, recomendó adoptar un seudónimo artístico, debido a que «Nowicki» era difícil de escribir y pronunciar correctamente y al temor de que un apellido polaco pudiera perjudicarla en la era de la Guerra Fría. Janet tomó su segundo nombre como apellido y fue así conocida desde entonces como «Janet Lynn» en el mundo del patinaje artístico. Esta decisión le costó más tarde críticas de algunos sectores de la comunidad polaco-americana.

## Carrera amateur
Janet Lynn ganó el Campeonato Júnior de Estados Unidos en 1966, y en 1968, con 14 años, logró un puesto para los Juegos Olímpicos de Grenoble al ganar la medalla de bronce en la categoría sénior. En los juegos olímpicos alcanzó el noveno lugar, pero su actuación quedó eclipsada por la victoria de su compatriota Peggy Fleming. Volvió a quedar novena en el Campeonato Mundial del mismo año.
En 1969, Janet Lynn ganó por primera vez el Campeonato de Estados Unidos, pero en el Campeonato Mundial no alcanzó más que la quinta posición. Este resultado se repitió en las siguientes temporadas: aunque logró defender el título estadounidense durante cinco años consecutivos, nunca ganó el campeonato mundial, y en 1970 y 1971 ni siquiera obtuvo una medalla. En esta época las figuras obligatorias constituían el 50 % de la puntuación total de la competición. En esta fase de la competición se trazaba una figura geométrica sobre el hielo al patinar. La figura se patinaba tres veces sobre cada pie y se valoraba la forma de la figura y la precisión del patinador — en una figura perfecta los seis trazados son indistinguibles.— Janet Lynn, además de no ser muy competente en figuras, tuvo como rival a Trixie Schuba, una patinadora austríaca considerada como la mejor patinadora de figuras de la historia. Janet Lynn destacaba en el patinaje libre, sección de la competición en la que los patinadores efectúan saltos, piruetas y pasos sobre el hielo interpretando una pieza musical. Sin embargo, Schuba alcanzaba tantos puntos de ventaja en las figuras que resultaba casi imposible adelantarla, aunque era una patinadora libre mediocre. 
Lynn hizo un gran esfuerzo para mejorar sus figuras en preparación para los juegos olímpicos de Sapporo, pero en el día de la competición cometió un error importante en una de ellas y quedó cuarta en esta parte de la competición y sin esperanzas de alcanzar la medalla de oro. Ganó la sección de patinaje libre a pesar de sufrir una caída en una de las piruetas saltada, con un programa calificado con notas entre 5,8 y 6,0, y obtuvo la medalla de bronce.
En 1972 la Unión Internacional de Patinaje introdujo un nuevo segmento de la competición, el programa «corto», parecido al programa libre en que se realizaba con música, pero de menor longitud y con elementos de patinaje (saltos y piruetas ) predeterminados y obligatorios para todos los patinadores. El programa corto contribuía un 20 % a la puntuación final y el program libre y las figuras 40 % cada uno. Janet Lynn decidió competir en la temporada de 1973, pues este cambio en el reglamento supuestamente la beneficiaba. En el Campeonato del Mundo de Bratislava realizó las mejores figuras de su carrera y quedó en segundo puesto. Contra todos los pronósticos, tuvo dos caídas en sendos saltos del programa corto y terminó en el puesto 12.º en esta fase de la competición. Ganó el programa libre, lo cual le consiguió la medalla de plata. Esta competición marcó el final de su carrera amateur.

## Carrera profesional y retirada del patinaje
En el verano de 1973 Janet Lynn firmó un contrato por 1,45 millones de dólares con la compañía de espectáculos de patinaje sobre hielo Ice Follies, lo que la convirtió en la deportista mejor pagada hasta entonces, por delante de la tenista Billie Jean King. En 1974 ganó el Campeonato Mundial Profesional, competición creada específicamente para ella por Dick Button, su agente. Sin embargo los problemas que le causaba su asma crónico le decidieron a renunciar al contrato a los dos años. En 1975 se casó y durante los años siguientes tuvo tres hijos, pero echaba de menos el patinaje y a partir de 1980 empezó a participar en competiciones profesionales y en espectáculos con la compañía de John Curry. A los tres años dejó de nuevo el patinaje, esta vez durante 25 años, para dedicarse a su familia. En 2003 volvió a patinar y colaboró con el coreógrafo de Jeremy Abbott, varias veces campeón estadounidense.

## Logros y honores
A pesar de ser reconocida sobre todo por su musicalidad y su maestría componente artística del patinaje, Janet Lynn era una excelente atleta y la dificultad técnica de sus programas era superior a la de la mayoría de sus rivales. Además de ser una de las primeras patinadoras en realizar saltos triples, era capaz de realizar espectaculares combinaciones de múltiples saltos y de efectuar la rotación en el aire en ambas direcciones, algo muy poco común entre los patinadores.
Janet Lynn lograba emocionar a las audiencias con su patinaje hasta tal punto que, en el Campeonato Mundial de 1971 estos se levantaron espontáneamente de sus asientos y observaron de pie los últimos minutos de su actuación. Sin embargo bajo las reglas de la competición, una patinadora que obtuviera el primer puesto en todas las figuras, como Trixie Schuba, era prácticamente invencible. Esto indignaba a los espectadores y se piensa que Janet Lynn contribuyó, en parte, al cambio de formato de las competiciones para diluir el peso de las figuras.
Lynn pasó a formar parte en el Salón de la Fama del Patinaje Artístico en 2003. En 2008, recibió el premio Sonja Henie, otorgado por la Asociación de Patinadores Profesionales («Professional Skaters Association» o PSA).

## Resultados
| Competición                                                    | 1965 | 1966 | 1967 | 1968 | 1969 | 1970 | 1971 | 1972 | 1973 |
| -------------------------------------------------------------- | ---- | ---- | ---- | ---- | ---- | ---- | ---- | ---- | ---- |
| Juegos Olímpicos de Invierno                                   |      |      |      | 9.ª  |      |      |      | 3.ª  |      |
| Campeonato Mundial de Patinaje Artístico sobre Hielo           |      |      |      | 9.ª  | 5.ª  | 6.ª  | 4.ª  | 3.ª  | 2.ª  |
| Campeonato de Norteamérica de Patinaje Artístico sobre Hielo   |      |      |      |      | 1.ª  |      | 2.ª  |      |      |
| Campeonato de Estados Unidos de Patinaje Artístico sobre Hielo | 8.ª  | 1.ª  | 4.ª  | 3.ª  | 1.ª  | 1.ª  | 1.ª  | 1.ª  | 1.ª  |

Nota
1. 1 2  Categoría júnior